# Hidryta frater
Hidryta frater är en stekelart som först beskrevs av Cresson 1864.  Hidryta frater ingår i släktet Hidryta och familjen brokparasitsteklar. Inga underarter finns listade i Catalogue of Life.